# Virginia Slims of Richmond 1972
Il Virginia Slims of Richmond 1972 è stato un torneo di tennis giocato sulla terra verde indoor. È stata la 1ª edizione del torneo, che fa parte del Virginia Slims Circuit 1972. Si è giocato a Richmond negli USA dal 20 al 26 marzo 1972.

## Campionesse

### Singolare
Billie Jean King ha battuto in finale  Nancy Richey con il punteggio di 6–3, 6–4

### Doppio
Rosemary Casals /  Billie Jean King hanno battuto in finale  Karen Krantzcke /  Judy Tegart con il punteggio di 7–5, 7–6